# 励起電子
励起電子（れいきでんし、Electron excitation）とは高いエネルギーで運動している状態の電子である。
このような状態は光によって電子が励起されることによって可能となり、ここで元の電子は光とそのエネルギーを全て吸収するか、または電気的に励起され（電子励起）、ここで元の電子は他のエネルギーを吸収することによって、高エネルギーの電子となる。
半導体結晶格子内部では、熱励起は格子の振動が与えるエネルギーが、高エネルギーバンドへ電子が動くのに十分なエネルギーを与えることによって起こる。ここで励起した電子はいずれ低エネルギー状態（基底状態）へと戻ってくるが、これは電子の緩和と呼ばれる。これは光の放射または 第三の粒子にエネルギーを与えることによって終わる。